# 韩氏仿蛙蟹
韩氏仿蛙蟹（学名：Raninoides hendersoni）为蛙蟹科仿蛙蟹属的动物。分布于菲律宾、安达曼海以及中国大陆的南沙群岛等地，生活环境为海水，多生活于水深100-480mm 的泥沙底。其生存的海拔范围为-480至-100米。该物种的模式产地在安达曼海。